# شغال‌کوچه
شغال‌کوچه (به لاتین: Şağlakücə) یک منطقهٔ مسکونی در جمهوری آذربایجان است که در شهرستان لنکران واقع شده‌است. شغال‌کوچه ۳٬۸۷۳ نفر جمعیت دارد.

## ریشه واژه
شغال در زبان تالشی دارای معنی یکسان با شغال در زبان فارسی دارد و کوجه یا کوچه به‌معنی محله است و معنی کامل آن به‌صورت محلی که شغال‌ها در آن حضور دارند یا رفت و آمد می‌کنند است.